# Estreito do Príncipe Regente

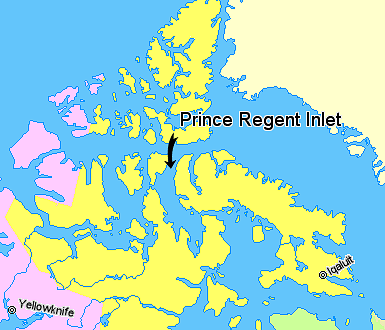
Estreito do Príncipe Regente, Nunavut, Canadaá.
Nunavut
Territórios do Noroeste
Quebec
Gronelândia

O Estreito do Príncipe Regente ou Enseada do Príncipe Regente (em inglês:  Prince Regent Inlet) é um estreito e braço de mar em Nunavut, no nordeste do Canadá, entre a Ilha Somerset a oeste e a península Brodeur na ilha de Baffin. Liga o golfo de Boothia a sul ao estreito de Lancaster a norte.
A região setentrional deste braço de mar tem cerca de 64 km de largura, enquanto a parte sul tem 105 km. É muito profundo e não contém ilhas.
Durante a procura da Passagem do Noroeste foi várias vezes percorrido. Em 1819 William Edward Parry entrou mais de 150 km pelo estreito antes de fazer meia-volta. Em 1829 John Ross passou pelo estreito e ficou preso pelo gelo durante quatro anos antes de conseguir libertar o seu navio. Em 1852 o estreito de Bellot, a saída gelada para ocidente, foi descoberto. Em 1858 Francis Leopold McClintock tentou passa este estreito, e passou o inverno perto da sua abertura.